# Теорема Радона — Нікодима
Теоре́ма Радо́на — Ніко́дима в функціональному аналізі і суміжних дисциплінах описує загальний вид міри, абсолютно неперервної щодо іншої міри.

## Формулювання
Нехай {\displaystyle (X,\;{\mathcal {F}},\;\mu )} — простір з мірою і міра {\displaystyle \mu } є {\displaystyle \sigma }-скінченною. Тоді якщо міра {\displaystyle \nu \colon {\mathcal {F}}\to \mathbb {R} } є абсолютно неперервною відносно {\displaystyle \mu } {\displaystyle (\nu \ll \mu )}, то існує вимірна функція {\displaystyle f\colon X\to \mathbb {R} }, така що
{\displaystyle \nu (A)=\int \limits _{A}\!f(x)\,\mu (dx),\quad \forall A\in {\mathcal {F}},}
де інтеграл розуміється в сенсі Лебега. Якщо {\displaystyle g} є іншою функцією, що задовольняє твердження теореми, то {\displaystyle f=g} {\displaystyle \mu }-майже всюди.

### Для зарядів і комплексних мір
Нехай {\displaystyle (X,\;{\mathcal {F}},\;\mu )} — простір з мірою і міра {\displaystyle \mu } є {\displaystyle \sigma }-скінченною і {\displaystyle \nu } є σ-адитивним зарядом або комплексною мірою і {\displaystyle \nu \ll \mu ,} тобто {\displaystyle \nu } є абсолютно неперервним щодо {\displaystyle \mu ,} то існує {\displaystyle \mu }-вимірна дійсно- чи комплекснозначна функція {\displaystyle f} на {\displaystyle X} така, що для кожної вимірної множини {\displaystyle A,}
{\displaystyle \nu (A)=\int _{A}f\,d\mu .}
Якщо {\displaystyle g} є іншою функцією, що задовольняє твердження теореми, то {\displaystyle f=g} {\displaystyle \mu }-майже всюди.

## Пов'язані визначення
- Функція {\displaystyle f}, існування якої гарантується теоремою Радона — Нікодима, називається похідною Радона — Нікодіма міри {\displaystyle \nu } щодо міри {\displaystyle \mu }. Пишуть:
{\displaystyle f={\frac {d\nu }{d\mu }}.}
  - Якщо {\displaystyle (X,\;{\mathcal {F}})=\left(\mathbb {R} ^{k},\;{\mathcal {B}}\left(\mathbb {R} ^{k}\right)\right)} — {\displaystyle k}-вимірний векторний простір з борелівською σ-алгеброю {\displaystyle \nu =\mathbb {P} ^{X}} — розподіл деякої випадкової величини {\displaystyle X}, а {\displaystyle \mu =m} — міра Лебега на {\displaystyle \mathbb {R} ^{k}}, то похідна Радона — Нікодима міри {\displaystyle \mathbb {P} ^{X}} щодо міри {\displaystyle m} називається щільністю розподілу випадкової величини {\displaystyle X}.

## Властивості
- Нехай {\displaystyle \lambda ,\;\mu ,\;\nu } — {\displaystyle \sigma }-скінченні міри, визначені на одному і тому ж просторі з мірою {\displaystyle (X,\;{\mathcal {F}})}. Тоді якщо {\displaystyle \mu \ll \lambda } і {\displaystyle \nu \ll \lambda }, то

{\displaystyle {\frac {d(\mu +\nu )}{d\lambda }}={\frac {d\mu }{d\lambda }}+{\frac {d\nu }{d\lambda }}.}
- Нехай {\displaystyle \nu \ll \mu \ll \lambda }. Тоді

{\displaystyle {\frac {d\nu }{d\lambda }}={\frac {d\nu }{d\mu }}{\frac {d\mu }{d\lambda }}} {\displaystyle \lambda } — майже всюди.
- Нехай {\displaystyle \mu \ll \lambda } і {\displaystyle g\colon X\to \mathbb {R} } — вимірна функція, інтегрована щодо міри {\displaystyle \mu }, то

{\displaystyle \int \limits _{X}\!g(x)\,\mu (dx)=\int \limits _{X}\!g(x)\,{\frac {d\mu }{d\lambda }}(x)\,\lambda (dx).}
- Нехай {\displaystyle \mu \ll \nu } і {\displaystyle \nu \ll \mu }. Тоді

{\displaystyle {\frac {d\mu }{d\nu }}=\left({\frac {d\nu }{d\mu }}\right)^{-1}.}
- Нехай {\displaystyle \nu } — заряд. Тоді

{\displaystyle {d|\nu | \over d\mu }=\left|{d\nu  \over d\mu }\right|.}

## Припущення σ-скінченності
У випадку якщо міра {\displaystyle \mu } не є σ-скінченною тоді твердження теореми не виконується. Для прикладу можна розглянути борелівську σ-алгебру на множині дійсних чисел. На даній σ-алгебрі можна задати міру {\displaystyle \mu }, що рівна кількості елементів множини для скінченних множин і +∞ в іншому випадку. Визначена таким чином міра не є σ-скінченною, оскільки не всі борелівські множини є зліченними. Нехай {\displaystyle \nu } — міра Лебега. {\displaystyle \nu } — абсолютно неперервна відносно {\displaystyle \mu }, оскільки єдина множина A нульової міри {\displaystyle \mu } — пуста множина і тоді ν(A) = 0.
Якщо припустити, що теорема Радона — Нікодима справджується, то існує вимірна функція f, для якої:
{\displaystyle \nu (A)=\int _{A}f\,\mathrm {d} \mu }
для всіх борелівських множин. Нехай A — довільна одноелементна множина , A = {a}, і, використовуючи згадану вище рівність, одержується:
{\displaystyle 0=f(a)\,}
для всіх дійсних чисел a. Звідси функція f, і міра Лебега ν, є нульовими, що суперечить означенню міри Лебега.

## Доведення
Нижче подані два доведення перше із яких використовує стандартні методи теорії міри, зокрема властивості (σ-адитивних) зарядів. Ключову роль у ньому відіграє теорема Гана про розклад мір і розклад Жордана. Друге використовує той факт, що класи еквівалентності інтегровних у квадраті функцій утворюють гільбертів простір і властивості гільбертових просторів, зокрема теорему Ріса.

### Доведення методами теорії міри
Ідея доведення полягає у тому, що спершу для скінченних мір μ і ν розглядаються функції  f  для яких f dμ ≤ dν. Теорема доводиться із використанням супремуму таких функцій і теореми Леві промонотонну збіжність. Після доведення твердження для скінченних мір воно легко узагальнюється на σ-скінченні міри, заряди і комплексні міри.

#### Доведення для скінченних мір
Нехай  μ і ν є скінченними невід'ємними мірами і F позначає множину вимірних функцій  f  : X → [0, ∞] для яких:
{\displaystyle \forall A\in \Sigma :\qquad \int _{A}f\,d\mu \leq \nu (A)}
F  не є порожньою оскільки містить принаймні нульову функцію. Нехай f1,  f2 ∈ F і для вимірної множини A позначимо підмножини:
{\displaystyle {\begin{aligned}A_{1}&=\left\{x\in A:f_{1}(x)>f_{2}(x)\right\},\\A_{2}&=\left\{x\in A:f_{2}(x)\geq f_{1}(x)\right\},\end{aligned}}}
Тоді
{\displaystyle \int _{A}\max \left\{f_{1},f_{2}\right\}\,d\mu =\int _{A_{1}}f_{1}\,d\mu +\int _{A_{2}}f_{2}\,d\mu \leq \nu \left(A_{1}\right)+\nu \left(A_{2}\right)=\nu (A),}
і тому також max{ f 1,  f 2} ∈ F.
Якщо fn є послідовністю функцій F для якої
{\displaystyle \lim _{n\to \infty }\int _{X}f_{n}\,d\mu =\sup _{f\in F}\int _{X}f\,d\mu .}
то замінюючи  fn  на максимум перших n функцій, можна припустити, що послідовність  fn  є зростаючою. Нехай g  : X → [0, ∞] є поточковою границею послідовності:
{\displaystyle g(x):=\lim _{n\to \infty }f_{n}(x).}
Згідно теореми Леві про монотонну збіжність:
{\displaystyle \lim _{n\to \infty }\int _{A}f_{n}\,d\mu =\int _{A}\lim _{n\to \infty }f_{n}(x)\,d\mu (x)=\int _{A}g\,d\mu \leq \nu (A)}
для кожної A ∈ Σ і тому g ∈ F. Також за побудовою
{\displaystyle \int _{X}g\,d\mu =\sup _{f\in F}\int _{X}f\,d\mu .}
Оскільки g ∈ F, то функція множин задана як
{\displaystyle \nu _{0}(A):=\nu (A)-\int _{A}g\,d\mu }
є невід'ємною мірою на Σ. Необхідно довести, що ν0 = 0.
Якщо припустити, що ν0 ≠ 0, то оскільки μ є скінченною мірою, існує  ε > 0 для якого ν0(X) > ε μ(X). Розглянемо заряд ν0 − ε μ і його додатну множину P ∈ Σ із розкладу Гана. 
Тоді для довільної A ∈ Σ також ν0(A ∩ P) ≥ ε μ(A ∩ P), і тому
{\displaystyle {\begin{aligned}\nu (A)&=\int _{A}g\,d\mu +\nu _{0}(A)\\&\geq \int _{A}g\,d\mu +\nu _{0}(A\cap P)\\&\geq \int _{A}g\,d\mu +\varepsilon \mu (A\cap P)=\int _{A}\left(g+\varepsilon 1_{P}\right)\,d\mu ,\end{aligned}}}
де 1P є характеристичною функцією множини P. Також μ(P) > 0 адже якщо μ(P) = 0, тоді із того, що ν є абсолютно неперервним щодо μ і  ν0(P) ≤ ν(P) = 0 випливає, що ν0(P) = 0 і 
{\displaystyle \nu _{0}(X)-\varepsilon \mu (X)=\left(\nu _{0}-\varepsilon \mu \right)(N)\leq 0,} де N ∈ Σ є від'ємною множиною із розкладу Гана.
Остання нерівність суперечить тому, що ν0(X) > εμ(X).
Оскільки також
{\displaystyle \int _{X}\left(g+\varepsilon 1_{P}\right)\,d\mu \leq \nu (X)<+\infty ,}
то g + ε 1P ∈ F і 
{\displaystyle \int _{X}\left(g+\varepsilon 1_{P}\right)\,d\mu >\int _{X}g\,d\mu =\sup _{f\in F}\int _{X}f\,d\mu .}
Ця нерівність є неможливою і тому припущення, що ν0 ≠ 0 є хибним і ν0 = 0.
Оскільки g є μ-інтегровною, то множина {x ∈ X : g(x) = ∞} має μ-міру рівну нулю. Тому функція  f  визначена як
{\displaystyle f(x)={\begin{cases}g(x)&g(x)<\infty \\0&g(x)=\infty ,\end{cases}}}
є дійснозначною функцією, що задовольняє умови теореми Радона — Нікодима.
Нехай  f, g : X → [0, ∞) є двома вимірними функціями для яких
{\displaystyle \nu (A)=\int _{A}f\,d\mu =\int _{A}g\,d\mu }
для кожної вимірної множини A. Тоді g − f  є μ-інтегровною і
{\displaystyle \int _{A}(g-f)\,d\mu =0.}
Зокрема для A = {x ∈ X : f(x) > g(x)}, або{x ∈ X : f(x) < g(x)}. Звідси випливає, що
{\displaystyle \int _{X}(g-f)^{+}\,d\mu =0=\int _{X}(g-f)^{-}\,d\mu ,}
і тому (g − f )+ = 0 μ-майже сюди; таке ж твердження є вірним і для (g − f )− і тому  f = g μ-майже всюди.

#### Доведення дляσ-скінченних мір
Якщо μ і ν є σ-скінченними, то X можна записати як диз'юнкте об'єднання множин {Bn}n із Σ, кожна із яких має скінченну міру у μ і ν. Для кожного числа n із доведеного скінченного випадку існує Σ-вимірна функція  fn  : Bn → [0, ∞) для якої
{\displaystyle \nu _{n}(A)=\int _{A}f_{n}\,d\mu }
для кожної Σ-вимірної підмножини A із Bn. Сума {\textstyle \left(\sum _{n}f_{n}1_{B_{n}}\right):=f} тоді є необхідною функцією для якої {\textstyle \nu (A)=\int _{A}fd\mu }.
Оскільки кожна із функцій  fn є єдиною з точністю до множин μ-міри нуль, то і  f  є єдиною з точністю до множин μ-міри нуль.

#### Доведення для зарядів і комплексних мір
Якщо ν є σ-скінченним  σ-адитивним зарядом, то для нього існує розклад Жордана ν = ν+ − ν− де одна із мір є скінченною. Застосовуючи теорему Радона — Нікодима до цих мір одержуються функції g, h : X → [0, ∞), принаймні одна з яких є μ-інтегровною. Функція f = g − h задовольняє умови теореми, зокрема і єдиність з точністю до множин μ-міри нуль.
Якщо ν є комплексною мірою то її можна записати як ν = ν1 + iν2, де ν1 і ν2 є скінченними σ-адитивними зарядами. Тому із попереднього одержуються функції, g, h : X → [0, ∞), які задовольняють твердження теореми для зарядів ν1 і ν2, відповідно. Функція f = g + ih тоді задовольняє твердження теореми Радона — Нікодима для комплексних мір.

### Доведення методами функціонального аналізу
Тут доводиться випадок скінченних невід'ємних мір. Перехід на інші випадки аналогічний попередньому доведенню.
Нехай {\displaystyle \varphi =\mu +\nu } є сумою мір. Тоді для будь-якої невід'ємної вимірної функції {\displaystyle h}
{\displaystyle \int _{X}h\,d\varphi =\int _{X}h\,d\mu +\int _{X}h\,d\nu .}
Простір {\displaystyle L^{2}(\varphi )} всіх інтегровних у квадраті функцій щодо міри  {\displaystyle \varphi } із відношенням еквівалентності яке ідентифікує функції які набувають різних значень лише на множині {\displaystyle \varphi }-міри нуль є гільбертовим простором. Для функції {\displaystyle f\in L^{2}(\varphi )} тоді згідно нерівності Коші — Буняковського для гільбертових просторів:
{\displaystyle \left|\int _{X}h\,d\nu \right|\leqslant \int _{X}|h|\,d\nu \leqslant \int _{X}|h|\,d\varphi \leqslant \left(\int _{X}|h|^{2}\,d\varphi \right)^{1 \over 2}(\varphi (X))^{1 \over 2}.}
Оскільки {\displaystyle \varphi (X)} є скінченним, то {\displaystyle I_{\nu }(h)=\int _{X}hd\nu } є обмеженим лінійним функціоналом на просторі {\displaystyle L^{2}(\varphi ).} Згідно теореми Ріса, існує такий елемент {\displaystyle g\in L^{2}(\varphi )}, що лінійний функціонал є рівний скалярному добутку на цей елемент, тобто
{\displaystyle \int _{X}hd\nu =\int _{X}hgd\varphi .}
Якщо для довільної вимірної множини {\displaystyle E} зокрема взяти за {\displaystyle h} характеристичну функцію множини {\displaystyle E}, то із того, що {\displaystyle \nu \leqslant \varphi } випливає нерівність
{\displaystyle 0\leqslant {\frac {1}{\varphi (E)}}\int _{E}gd\varphi \leqslant 1}
Оскільки ці нерівності виконуються для всіх вимірних множин {\displaystyle E}, то також і {\displaystyle 0\leqslant g\leqslant 1} майже скрізь на {\displaystyle X} щодо міри {\displaystyle \varphi }. Дійсно, якщо б це було не так, то оскільки множина {\displaystyle \mathbb {R} \setminus [0,1]} є об'єднанням зліченної кількості відкритих інтервалів {\displaystyle (a,b),\ \ 1<a<b} і {\displaystyle (d,e),\ \ d<e<0} то хоча б для одного такого інтервалу {\displaystyle \varphi (g^{-1}(a,b))>0} або {\displaystyle \varphi (g^{-1}(d,e))>0.} Якщо це справедливо для першого типу інтервалів, то позначивши {\displaystyle E=g^{-1}(a,b)} тоді 
{\displaystyle {\frac {1}{\varphi (E)}}\int _{E}gd\varphi \geqslant {\frac {1}{\varphi (E)}}\int _{E}ad\varphi =a>1,}
що суперечить нерівностям вище для довільного {\displaystyle E}. Аналогічно для другого типу інтервалів позначивши {\displaystyle E=g^{-1}(d,e)} тоді 
{\displaystyle {\frac {1}{\varphi (E)}}\int _{E}gd\varphi \leqslant {\frac {1}{\varphi (E)}}\int _{E}e\ d\varphi =e<0,}
що, знову ж, суперечить згаданим нерівностям.
Можна змінити функцію {\displaystyle g} на множині {\displaystyle \varphi }-міри нуль щоб нерівності {\displaystyle 0\leqslant g\leqslant 1} виконувалися на всьому просторі {\displaystyle X}. Із попередніх рівностей випливає, що для всіх {\displaystyle h\in L^{2}(\varphi )}
{\displaystyle \int _{X}h(1-g)d\nu =\int _{X}hgd\mu .}
Якщо позначити {\displaystyle A=\{x\ |\ 0\leqslant g(x)<0\}} і {\displaystyle B=\{x\ |\ g(x)=1\}}, то із останньої рівності для {\displaystyle h=\mathbf {1} _{B}} випливає, що {\displaystyle \mu (B)=0} і відповідно {\displaystyle \nu (B)=0}.
Із обмеженості функції {\displaystyle g} випливає, що {\displaystyle (1+g+g^{2}+\ldots +g^{n})\mathbf {1} _{E}\in L^{2}(\varphi )}. Підставивши цю функцію у рівність інтегралів одержується рівність
{\displaystyle \int _{E}(1-g^{n+1})d\nu =\int _{E}g(1+g+\ldots +g^{n})d\mu .}
Для усіх точок із {\displaystyle A} функції {\displaystyle 1-g^{n+1}} монотонно зростають до одиничної функції, а на множині {\displaystyle B} усі функції {\displaystyle 1-g^{n+1}} є рівними нулю. Звідси із використанням теореми Леві про монотонну збіжність
{\displaystyle \lim _{n\to \infty }\int _{E}(1-g^{n+1})d\nu =\lim _{n\to \infty }\int _{A\cap E}(1-g^{n+1})d\nu =\nu (A\cap E)=\nu (E)}.
Послідовність функцій {\displaystyle g(1+g+\ldots +g^{n})} поточково монотонно прямує до невід'ємної вимірної функції {\displaystyle f} і з використанням теореми про монотонну збіжність {\displaystyle \lim _{n\to \infty }\int _{E}g(1+g+\ldots +g^{n})d\mu =\int _{E}fd\mu } і остаточно для всіх вимірних множин {\displaystyle E}
{\displaystyle \nu (E)=\int _{E}fd\mu .}
Якщо у цій формулі взяти всю множину {\displaystyle X} то одержується єдиним чином визначений елемент {\displaystyle h\in L^{1}(\varphi )} який задовольняє умови теореми. Всі функції, що задовольняють умови теореми відповідно належать вказаному класу еквівалентності і між собою відрізняються лише на множині μ-міри нуль.

#### Доведення теореми Лебега
Позначення і схему цього доведення можна використати для доведення теореми Лебега про розклад міри. У вказаному доведенні можна розглядати міру {\displaystyle \varphi }, функцію {\displaystyle g}, множини {\displaystyle A} і {\displaystyle B} навіть якщо міра {\displaystyle \nu } не є абсолютно неперервною щодо {\displaystyle \mu }. У цьому випадку також {\displaystyle \mu (B)=0} але звідси не обов'язково випливає, що {\displaystyle \nu (B)=0}.
Тоді можна розглянути міри {\displaystyle \nu _{1}(E)=\nu (E\cap B)} і {\displaystyle \nu _{2}(E)=\nu (E\cap B)}. Міри {\displaystyle \nu _{1}} і {\displaystyle \mu } є сингулярними, а для {\displaystyle \nu _{2}} можна як і у доведенні знайти функцію для якої {\displaystyle \nu _{2}(E)=\int _{E}fd\mu .} Зокрема {\displaystyle \nu _{2}} є абсолютно неперервною щодо {\displaystyle \mu } і відповідно існує розклад {\displaystyle \nu =\nu _{1}+\nu _{2}} міри {\displaystyle \nu } на суму двох мір одна з яких є сингулярною, а інша — абсолютно неперервною щодо міри {\displaystyle \mu }, що і є твердженням теореми Лебега для скінченних мір. 
Якщо μ і ν є σ-скінченними, то X можна записати як диз'юнкте об'єднання множин {Bn}n із Σ, кожна із яких має скінченну міру у μ і ν. Тоді обмеження μ і ν на кожну підмножину Bn є скінченними мірами і на цій підмножині можна ввести міри ν1 і ν2. Разом із зліченної адитивності ці міри визначаються на всьому просторі і перша з них буде сингулярною, а друга — абсолютно неперервною щодо міри  μ.